# Arhopalus pinetorum
Arhopalus pinetorum es una especie de escarabajo longicornio del género Arhopalus, tribu Asemini, subfamilia Spondylidinae. Fue descrita científicamente por Wollaston en 1863.

## Descripción
Mide 7-28 milímetros de longitud.

## Distribución
Se distribuye por islas Canarias.